# Fredrik Oppegård
Fredrik Oppegård, né le 7 août 2002 à Oslo en Norvège, est un footballeur norvégien qui évolue au poste d'arrière gauche à l'AJ Auxerre.

## Biographie

### En club
Né à Oslo en Norvège, Fredrik Oppegård est formé par le club de Vålerenga Fotball. Il fait un essai au Liverpool FC en 2018 mais c'est au PSV Eindhoven qu'il poursuit sa formation. Il est dans un premier temps prêté par Vålerenga au PSV, le 2 août 2019 pour une saison avec option d'achat,.
Le 10 avril 2020, Oppegård signe définitivement avec le PSV Eindhoven, le club levant l'option d'achat,.
Le 19 décembre 2020, Oppegård est lancé en équipe premier par Roger Schmidt, lors d'un match de championnat contre le RKC Waalwijk. Il entre en jeu à la place de Philipp Max et son équipe s'impose par quatre buts à un,.
Le  10 décembre 2021, Oppegård signe un nouveau contrat avec le PSV. Il est alors lié au club jusqu'en juin 2025.
Le 2 août 2022, il joue son premier match de Ligue des champions contre l'AS Monaco. Il entre en jeu et les deux équipes se neutralisent (1-1),,.
Le 29 janvier 2023, il est prêté jusqu'à la fin de la saison au Go Ahead Eagles.
Fredrik Oppegård est de nouveau prêté le 29 janvier 2024, cette fois-ci à l'Heracles Almelo jusqu'à la fin de la saison.
Le 29 janvier 2025, lors du mercato hivernal, Fredrik Oppegård quitte définitivement le PSV Eindhoven afin de s'engager en faveur de l'AJ Auxerre pour un contrat courant jusqu'en juin 2028.

### En équipe nationale
Avec les moins de 18 ans, Oppegård joue six matchs, tous en 2019.
Fredrik Oppegård joue son premier match avec l'équipe espoirs de Norvège le 7 septembre 2021, face à l'Estonie. Il est titulaire et distribue une passe décisive, participant ainsi à la victoire de son équipe par cinq buts à zéro. Le 10 juin 2022, il inscrit son premier but avec les espoirs, contre la Finlande. Il entre en jeu à la place d'Emil Konradsen Ceide et participe à la victoire de son équipe avec son but (0-2 score final).

## Statistiques
Ce tableau résume les statistiques en carrière de Fredrik Oppegård.

### En club
| Saison                | Club                   | Championnat           | Championnat | Championnat | Coupe(s) nationale(s) | Coupe(s) nationale(s) | Supercoupe | Supercoupe | Compétition(s) continentale(s) | Compétition(s) continentale(s) | Compétition(s) continentale(s) | Total | Total |
| Saison                | Club                   | Division              | M.          | B.          | M.                    | B.                    | M.         | B.         | Comp.                          | M.                             | B.                             | M.    | B.    |
| 2020-2021             | Jong PSV               | Eerste Divisie        | 24          | 1           | -                     | -                     | -          | -          | -                              | -                              | -                              | 24    | 1     |
| 2021-2022             | Jong PSV               | Eerste Divisie        | 17          | 0           | -                     | -                     | -          | -          | -                              | -                              | -                              | 17    | 0     |
| 2022-2023             | Jong PSV               | Eerste Divisie        | 7           | 0           | -                     | -                     | -          | -          | -                              | -                              | -                              | 7     | 0     |
| 2023-2024             | Jong PSV               | Eerste Divisie        | 12          | 0           | -                     | -                     | -          | -          | -                              | -                              | -                              | 12    | 0     |
| 2024-2025             | Jong PSV               | Eerste Divisie        | 1           | 0           | -                     | -                     | -          | -          | -                              | -                              | -                              | 1     | 0     |
| Sous-total            | Sous-total             | Sous-total            | 61          | 1           | -                     | -                     | -          | -          | -                              | -                              | -                              | 61    | 1     |
| 2020-2021             | PSV Eindhoven          | Eredivisie            | 1           | 0           | -                     | -                     | -          | -          | C3                             | -                              | -                              | 1     | 0     |
| 2021-2022             | PSV Eindhoven          | Eredivisie            | 1           | 0           | -                     | -                     | 1          | 0          | C4                             | 1                              | 0                              | 3     | 0     |
| 2022-2023             | PSV Eindhoven          | Eredivisie            | 3           | 0           | -                     | -                     | -          | -          | C1+C3                          | 2+1                            | 0+0                            | 6     | 0     |
| 2023-2024             | PSV Eindhoven          | Eredivisie            | -           | -           | -                     | -                     | -          | -          | C1                             | 1                              | 0                              | 1     | 0     |
| 2024-2025             | PSV Eindhoven          | Eredivisie            | 6           | 0           | 1                     | 0                     | 1          | 0          | C1                             | 1                              | 0                              | 9     | 0     |
| Sous-total            | Sous-total             | Sous-total            | 11          | 0           | 1                     | 0                     | 2          | 0          | -                              | 6                              | 0                              | 20    | 0     |
| 2022-2023             | Go Ahead Eagles (prêt) | Eerste Divisie        | 8           | 0           | 1                     | 0                     | -          | -          | -                              | -                              | -                              | 9     | 0     |
| 2023-2024             | Heracles Almelo (prêt) | Eredivisie            | 15          | 0           | -                     | -                     | -          | -          | -                              | -                              | -                              | 15    | 0     |
| 2024-2025             | AJ Auxerre             | Ligue 1               | 9           | 0           | -                     | -                     | -          | -          | -                              | -                              | -                              | 9     | 0     |
| Total sur la carrière | Total sur la carrière  | Total sur la carrière | 104         | 1           | 2                     | 0                     | 2          | 0          | -                              | 6                              | 0                              | 114   | 1     |

## Palmarès
| PSV Eindhoven (4) |
| --- |
| - Championnat des Pays-Bas (1) : - Champion : 2025 - Vice-champion : 2021, 2022 et 2023 - Coupe des Pays-Bas (1) : - Vainqueur : 2022. - Supercoupe des Pays-Bas (2) : - Vainqueur : 2021 et 2022. - Finaliste : 2024 |